# Avahi occidentalis
El avahi occidental o lémur lanudo occidental (Avahi occidentalis), es una especie de primate del género Avahi. Son endémicos del oeste de Madagascar (de ahí su nombre común). Viven en bosques caducifolios secos, donde se alimentan de flores. Masan entre 0,7 y 0,9 kg, y tienen hábitos nocturnos.
Viven en parejas monógamas, junto con su descendencia. Se encuentra clasificada como especie vulnerable por la UICN, debido principalmente a la deforestación y a los incendios intencionales, que son iniciados para crear nuevos territorios de pastoreo.